# Aviassiminea palitans
Aviassiminea palitans is een slakkensoort uit de familie van de Assimineidae. De wetenschappelijke naam van de soort is voor het eerst geldig gepubliceerd in 2003 door Fukuda & Ponder.